# 3. ŽNL Osječko-baranjska NS Našice 2015./16.
Prvenstvo se igralo dvokružno. Ligu je osvojila NK Sloga Podgorač i zajedno s drugoplasiranim NK Šipovac Našice se kvalificirala u 2. ŽNL Osječko-baranjsku NS Našice.

## Tablica
| Mj. | Klub                        | Sus. | Pobj. | Ner. | Por. | GR.    | Bod. |
| --- | --------------------------- | ---- | ----- | ---- | ---- | ------ | ---- |
| 1.  | NK Sloga Podgorač           | 20   | 16    | 2    | 2    | 99:15  | 50   |
| 2.  | NK Šipovac Našice           | 20   | 14    | 5    | 1    | 74:20  | 47   |
| 3.  | NK Mladost Breznica Našička | 20   | 13    | 3    | 4    | 70:24  | 42   |
| 4.  | NK Zagorac 1952 Beljevina   | 20   | 10    | 5    | 5    | 55:19  | 35   |
| 5.  | NK Seona                    | 20   | 10    | 5    | 5    | 55:38  | 35   |
| 6.  | NK Lađanska                 | 20   | 7     | 4    | 9    | 37:51  | 25   |
| 7.  | NK Slavonija Klokočevci     | 20   | 5     | 5    | 10   | 42:49  | 20   |
| 8.  | NK Vuka Razbojište          | 20   | 6     | 1    | 13   | 39:75  | 19   |
| 9.  | NK Slavonac Pribiševci      | 20   | 5     | 1    | 14   | 32:109 | 16   |
| 10. | NK Dinamo Budimci           | 20   | 4     | 2    | 14   | 30:60  | 14   |
| 11. | NK Lug Bokšić Lug           | 20   | 3     | 1    | 16   | 34:107 | 10   |

## Rezultati
| NK Šipovac Našice - NK Lug Bokšić Lug 4:1 NK Zagorac 1952 Beljevina - NK Mladost Breznica Našička 0:2 NK Dinamo Budimci - NK Lađanska 3:0 ↓1 NK Slavonac Pribiševci - NK Sloga Podgorač 2:5 NK Slavonija Klokočevci - NK Vuka Razbojište 6:1 NK Seona slobodan  | NK Seona - NK Slavonija Klokočevci 1:1 NK Vuka Razbojište - NK Slavonac Pribiševci 1:3 NK Sloga Podgorač - NK Dinamo Budimci 4:1 NK Lađanska - NK Zagorac 1952 Beljevina 0:0 NK Mladost Breznica Našička - NK Šipovac Našice 1:1 NK Lug Bokšić Lug slobodan   | NK Slavonac Pribiševci - NK Seona 1:2 NK Dinamo Budimci - NK Vuka Razbojište 0:3 NK Zagorac 1952 Beljevina - NK Sloga Podgorač 0:0 NK Šipovac Našice - NK Lađanska 4:0 NK Lug Bokšić Lug - NK Mladost Breznica Našička 2:4 NK Slavonija Klokočevci slobodan  |
| NK Seona - NK Dinamo Budimci 4:1 NK Slavonija Klokočevci - NK Slavonac Pribiševci 1:3 NK Vuka Razbojište - NK Zagorac 1952 Beljevina 1:2 NK Sloga Podgorač - NK Šipovac Našice 4:0 NK Lađanska - NK Lug Bokšić Lug 5:3 NK Mladost Breznica Našička slobodan     | NK Zagorac 1952 Beljevina - NK Seona 1:3 NK Dinamo Budimci - NK Slavonija Klokočevci 1:1 NK Šipovac Našice - NK Vuka Razbojište 5:1 NK Lug Bokšić Lug - NK Sloga Podgorač 2:8 NK Mladost Breznica Našička - NK Lađanska 5:1 NK Slavonac Pribiševci slobodan   | NK Seona - NK Šipovac Našice 3:3 NK Slavonija Klokočevci - NK Zagorac 1952 Beljevina 2:1 NK Slavonac Pribiševci - NK Dinamo Budimci 6:0 NK Vuka Razbojište - NK Lug Bokšić Lug 9:2 NK Sloga Podgorač - NK Mladost Breznica Našička 3:0 NK Lađanska slobodan  |
| NK Lug Bokšić Lug - NK Seona 0:6 NK Šipovac Našice - NK Slavonija Klokočevci 5:0 NK Zagorac 1952 Beljevina - NK Slavonac Pribiševci 0:3 NK Mladost Breznica Našička - NK Vuka Razbojište 4:1 NK Lađanska - NK Sloga Podgorač 0:12 NK Dinamo Budimci slobodan    | NK Seona - NK Mladost Breznica Našička 0:2 NK Slavonija Klokočevci - NK Lug Bokšić Lug 2:2 NK Slavonac Pribiševci - NK Šipovac Našice 0:1 NK Dinamo Budimci - NK Zagorac 1952 Beljevina 1:3 NK Vuka Razbojište - NK Lađanska 4:1 NK Sloga Podgorač slobodan   | NK Lađanska - NK Seona 0:1 NK Mladost Breznica Našička - NK Slavonija Klokočevci 2:0 NK Lug Bokšić Lug - NK Slavonac Pribiševci 0:8 NK Šipovac Našice - NK Dinamo Budimci 4:2 NK Sloga Podgorač - NK Vuka Razbojište 5:2 NK Zagorac 1952 Beljevina slobodan  |
| NK Seona - NK Sloga Podgorač 2:1 NK Slavonija Klokočevci - NK Lađanska 1:0 NK Slavonac Pribiševci - NK Mladost Breznica Našička 1:4 NK Dinamo Budimci - NK Lug Bokšić Lug 6:1 NK Zagorac 1952 Beljevina - NK Šipovac Našice 0:0 NK Vuka Razbojište slobodan     | NK Vuka Razbojište - NK Seona 0:4 NK Sloga Podgorač - NK Slavonija Klokočevci 9:1 NK Lađanska - NK Slavonac Pribiševci 1:1 NK Mladost Breznica Našička - NK Dinamo Budimci 6:2 NK Lug Bokšić Lug - NK Zagorac 1952 Beljevina 1:4 NK Šipovac Našice slobodan   | NK Lug Bokšić Lug - NK Šipovac Našice 2:7 NK Mladost Breznica Našička - NK Zagorac 1952 Beljevina 2:2 NK Lađanska - NK Dinamo Budimci 2:0 NK Sloga Podgorač - NK Slavonac Pribiševci 15:0 NK Vuka Razbojište - NK Slavonija Klokočevci 3:2 NK Seona slobodan |
| NK Slavonija Klokočevci - NK Seona 2:2 NK Slavonac Pribiševci - NK Vuka Razbojište 0:6 NK Dinamo Budimci - NK Sloga Podgorač 1:3 NK Zagorac 1952 Beljevina - NK Lađanska 5:0 NK Šipovac Našice - NK Mladost Breznica Našička 3:2 NK Lug Bokšić Lug slobodan     | NK Seona - NK Slavonac Pribiševci 12:0 NK Vuka Razbojište - NK Dinamo Budimci 2:0 NK Sloga Podgorač - NK Zagorac 1952 Beljevina 3:1 NK Lađanska - NK Šipovac Našice 2:2 NK Mladost Breznica Našička - NK Lug Bokšić Lug 11:0 NK Slavonija Klokočevci slobodan | NK Dinamo Budimci - NK Seona 2:2 NK Slavonac Pribiševci - NK Slavonija Klokočevci 2:12 NK Zagorac 1952 Beljevina - NK Vuka Razbojište 9:0 NK Šipovac Našice - NK Sloga Podgorač 2:0 NK Lug Bokšić Lug - NK Lađanska 3:9 NK Mladost Breznica Našička slobodan |
| NK Seona - NK Zagorac 1952 Beljevina 0:5 NK Slavonija Klokočevci - NK Dinamo Budimci 5:0 NK Vuka Razbojište - NK Šipovac Našice 0:11 NK Sloga Podgorač - NK Lug Bokšić Lug 3:0 ↓2 NK Lađanska - NK Mladost Breznica Našička 2:0 NK Slavonac Pribiševci slobodan | NK Šipovac Našice - NK Seona 5:0 NK Zagorac 1952 Beljevina - NK Slavonija Klokočevci 4:1 NK Dinamo Budimci - NK Slavonac Pribiševci 6:0 NK Lug Bokšić Lug - NK Vuka Razbojište 3:2 NK Mladost Breznica Našička - NK Sloga Podgorač 0:3 NK Lađanska slobodan   | NK Seona - NK Lug Bokšić Lug 7:1 NK Slavonija Klokočevci - NK Šipovac Našice 1:4 NK Slavonac Pribiševci - NK Zagorac 1952 Beljevina 0:7 NK Vuka Razbojište - NK Mladost Breznica Našička 2:2 NK Sloga Podgorač - NK Lađanska 4:0 NK Dinamo Budimci slobodan  |
| NK Mladost Breznica Našička - NK Seona 3:0 NK Lug Bokšić Lug - NK Slavonija Klokočevci 4:1 NK Šipovac Našice - NK Slavonac Pribiševci 9:0 NK Zagorac 1952 Beljevina - NK Dinamo Budimci 5:0 NK Lađanska - NK Vuka Razbojište 3:0 NK Sloga Podgorač slobodan     | NK Seona - NK Lađanska 2:2 NK Slavonija Klokočevci - NK Mladost Breznica Našička 1:2 NK Slavonac Pribiševci - NK Lug Bokšić Lug 2:6 NK Dinamo Budimci - NK Šipovac Našice 1:4 NK Vuka Razbojište - NK Sloga Podgorač 0:9 NK Zagorac 1952 Beljevina slobodan   | NK Sloga Podgorač - NK Seona 7:0 NK Lađanska - NK Slavonija Klokočevci 2:1 NK Mladost Breznica Našička - NK Slavonac Pribiševci 14:0 NK Lug Bokšić Lug - NK Dinamo Budimci 1:3 NK Šipovac Našice - NK Zagorac 1952 Beljevina 0:0 NK Vuka Razbojište slobodan |
| NK Seona - NK Vuka Razbojište 4:1 NK Slavonija Klokočevci - NK Sloga Podgorač 1:1 NK Slavonac Pribiševci - NK Lađanska 0:7 NK Dinamo Budimci - NK Mladost Breznica Našička 0:4 NK Zagorac 1952 Beljevina - NK Lug Bokšić Lug 6:0 NK Šipovac Našice slobodan     | | |